# Federazione pallavolistica della Dominica
La Federazione dominicense di pallavolo (eng. Dominica Volleyball Association, DVA) è un'organizzazione fondata per governare la pratica della pallavolo in Dominica.
Organizza il campionato maschile e femminile, e pone sotto la propria egida la nazionale maschile e femminile.
Ha aderito alla FIVB nel 1991.